# Plaza del Banco (Varsovia)

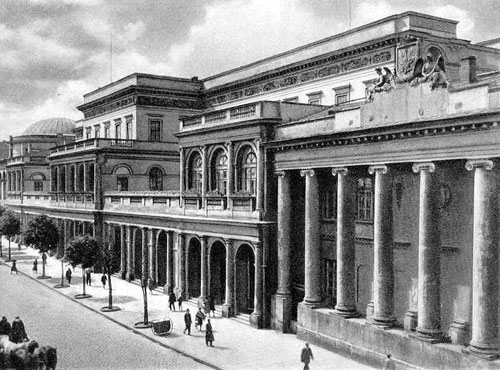
Plac Bankowy en 1939. Palacio del Ministerio de Hacienda.

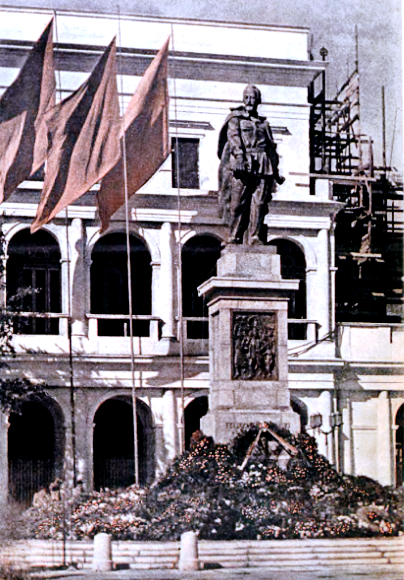
Estatua de Feliks Dzierżyński en Plac Bankowy (renombrada Plac Dzierżyński) el 20 de julio de 1951, hasta su derribo el 16 de noviembre de 1989

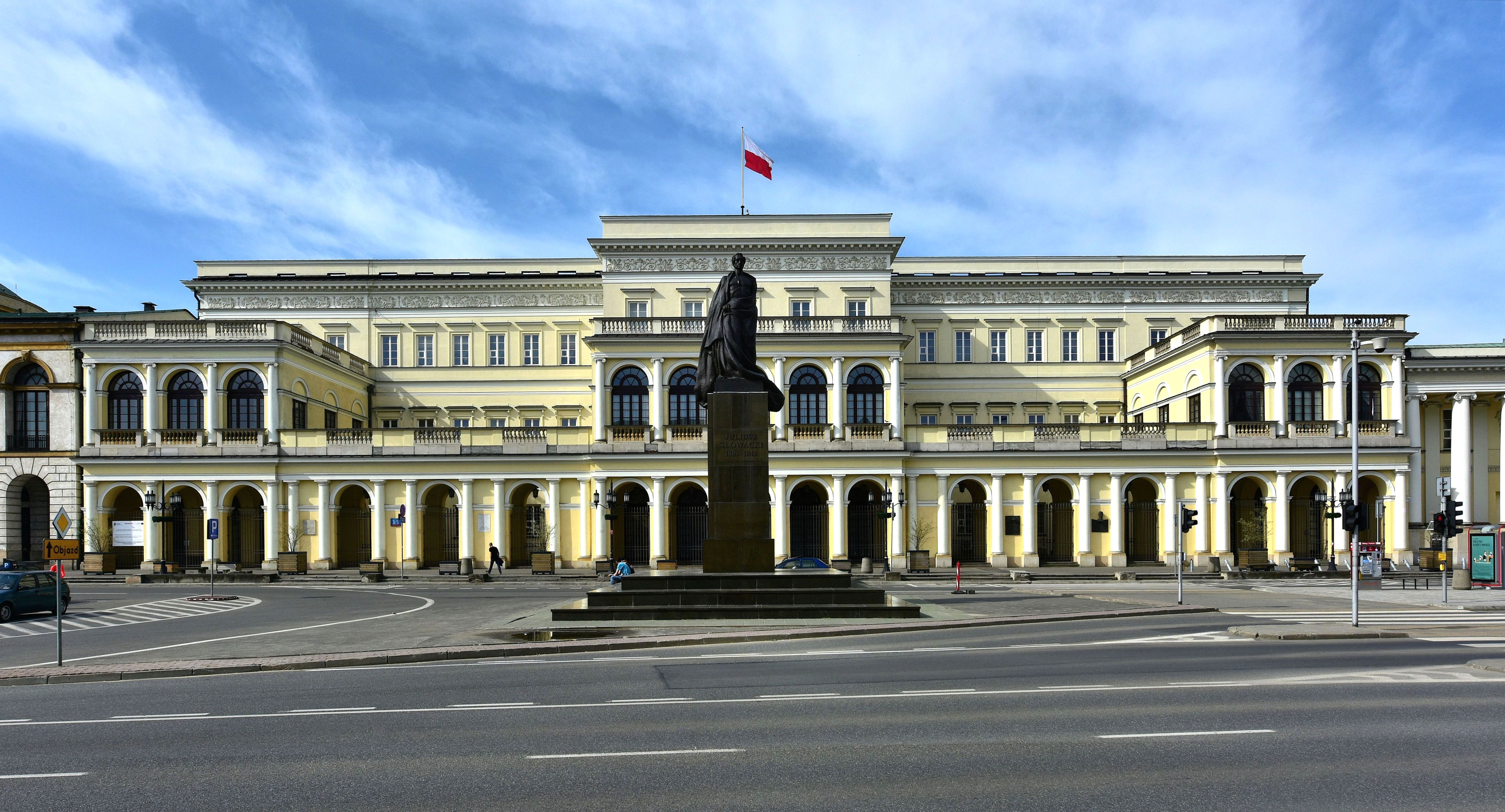
Plac Bankowy en la actualidad, con el Ayuntamiento de Varsovia.

La Plaza del Banco (en polaco: Plac Bankowy) es una de las principales plazas de Varsovia, Polonia. Situada en el centro de la ciudad, junto al Jardín Sajón y el Arsenal de Varsovia, también es un importante nudo del transporte público, con paradas de autobús y tranvía y una estación del Metro de Varsovia (Ratusz Arsenał).

## Historia
Creada en el siglo XIX, durante el Reino del Congreso, la plaza se diseñó para ser una de las zonas más elegantes de la ciudad. Algunos edificios destacables eran el Ministerio de Hacienda (reconstruido por Antonio Corazzi), el Banco de Polonia y la Bolsa de Varsovia (también de Corazzi). La plaza tenía originalmente forma triangular.
Entre 1875 y 1878 se construyó la Gran Sinagoga en el lado este de la plaza, frente al palacio. En el momento de su construcción era la sinagoga más grande de Varsovia y una de las más grandes del mundo. Tras la Revuelta del Gueto de Varsovia de 1943, los ocupantes nazis volaron el edificio. 
En la Revuelta de Varsovia de 1944, se destruyeron los edificios de la plaza y esta dejó de existir. Tras la guerra, los urbanistas reconstruyeron solo su parte histórica del oeste, reconfigurándola como un rectángulo.
Bajo la comunista República Popular de Polonia, la plaza se llamaba Plac Dzierżyńskiego (Plaza Dzierżyński), en honor a Feliks Dzierżyński, un político comunista polaco y fundador de la policía política comunista Cheka. En 1951 se erigió un monumento a Dzierżyński en la parte sur de la plaza. Cuatro décadas después, en 1989, el derribo de la estatua marcó la caída del comunismo en Polonia.

## En la actualidad
Los lugares de interés de la plaza en la actualidad incluyen Błękitny Wieżowiec (el Rascacielos Azul), una gran estructura construida en la parcela de la Gran Sinagoga, que fue destruida por los alemanes en la Segunda Guerra Mundial.
Actualmente, el antiguo Ministerio de Hacienda es el ayuntamiento de Varsovia y sede del alcalde de Varsovia. En 2001 se erigió un monumento a Juliusz Słowacki, de Edward Wittig, en el lugar ocupado anteriormente por la estatua de Feliks Dzierżyński. El monumento a Juliusz Słowacki está cerca del pedestal de la antigua estatua de Dzierżyński.